# Associação Desportiva Assermurb

A Associação Desportiva Assermurb é uma equipe brasileira de futebol feminino situada na cidade de Rio Branco, no estado do Acre, criada no ano de 2002.

## Títulos

### Futebol

#### Futebol feminino
| ESTADUAIS | ESTADUAIS                            | ESTADUAIS | ESTADUAIS                          |
|           | Competição                           | Títulos   | Temporadas                         |
| --------- | ------------------------------------ | --------- | ---------------------------------- |
| Acre      | Campeonato Acriano                   | 5         | 2008, 2009, 2010, 2013, 2016, 2022 |
| Acre      | Torneio Seletivo de Futebol Feminino | 1         | 2014                               |

### Esportes olímpicos

#### Handebol
| Estaduais | Estaduais                                           | Estaduais | Estaduais                    |
|           | Competição                                          | Títulos   | Temporadas                   |
| --------- | --------------------------------------------------- | --------- | ---------------------------- |
| Acre      | Campeonato Acriano - Feminino                       | 5         | 2004, 2005, 2010, 2018, 2019 |
| Acre      | Campeonato Acriano de Juniores - Feminino           | 1         | 2009                         |
| Acre      | Campeonato Acriano de Handebol de Areia - Masculino | 1         | 2005                         |
| Acre      | Campeonato Acriano de Handebol de Areia - Feminino  | 2         | 2004, 2007                   |